# Ernst Fraenkel (Historiker)
Ernst Fraenkel (* 5. April 1891 in Breslau; † 18. August 1971 in Frankfurt am Main) war ein deutscher Wirtschafts- und Sozialhistoriker. Nach dem Zweiten Weltkrieg lehrte er an der Wirtschafts- und Sozialwissenschaftlichen Fakultät der Johann Wolfgang Goethe-Universität Frankfurt am Main.

## Biographisches
Ernst Fraenkel entstammte einem jüdischen Elternhaus. Er studierte Geschichte, Philosophie und Germanistik in Heidelberg, Freiburg und Breslau. Wie viele seiner Altersgenossen nahm er als Kriegsfreiwilliger am Ersten Weltkrieg teil, wurde 1918 in Frankreich verwundet und u. a. mit dem Eisernen Kreuz erster Klasse ausgezeichnet. Nach dem Krieg promovierte er 1919 in Breslau mit einer Arbeit über „Georg Waitz im Frankfurter Parlament“. 1921 trat er als Mitinhaber und Vorstandsmitglied in das väterliche Geschäft ein. Daneben beschäftigte er sich mit wissenschaftlichen Studien und war auch politisch aktiv. Von 1928 bis 1933 gehörte er als Abgeordneter der Deutschen Staatspartei (früher: Deutsche Demokratische Partei) dem Provinziallandtag von Niederschlesien an. Mit der Machtübernahme durch die Nationalsozialisten im Jahr 1933 gehörte Fraenkel als Parlamentarier und Jude dem Kreis der als Staatsfeinde Verfolgten an und wurde zeitweilig in sogenannte Schutzhaft genommen. Trotz Publikationsverbot gelang es ihm, unter der NS-Herrschaft bis 1939 in Berlin zu überleben, bevor ihm die Flucht in die Emigration nach England gelang.
Bereits 1947 fasste Fraenkel den für einen emigrierten deutschen Juden bemerkenswerten Entschluss, in das Land, das ihn verjagt hatte, zurückzukehren, weil er sich seinem „Vaterland innerlich verbunden“ fühlte und die Absicht hatte „zu helfen, wenn Erfahrungen und Kräfte gebraucht werden“.
Die Berufung zum Extraordinarius für Wirtschaftsgeschichte an der Frankfurter Goethe-Universität entsprach der Absicht, diesem Forschungsbereich im Rahmen der Wirtschafts- und Sozialwissenschaften Auftrieb zu geben und ihn als offizielle Einrichtung in dieser Fakultät zu etablieren. Fraenkel verzichtete zugunsten der Wirtschafts- und Sozialgeschichte auf einen ihm anfänglich erteilten Lehrauftrag für anglo-amerikanische Geschichte und wurde schließlich 1952 offiziell zum außerordentlichen Professor, 1956 zum Ordinarius auf dem neu geschaffenen Lehrstuhl ernannt. 1959 wurde er emeritiert.
Aus der relativ geringen Dauer dieser Tätigkeit in Frankfurt erklärt sich die Tatsache, dass Fraenkel, der sich sehr erfolgreich vor allem in der Lehre engagierte und bis 1954 an der hessischen Lehrerbildung am Pädagogischen Institut in Darmstadt-Jugenheim mitwirkte, wenig Zeit zur Veröffentlichung eigener Arbeiten blieb. Es entstanden Zeitungs- bzw. Zeitschriftenbeiträge, z. B. über „Die Bedeutung der Juden für die Entwicklung der deutschen Wirtschaft“ und die „Soziale Frage in Geschichte und Gegenwart“. Seine Vorlesungen für Hörer aller Fakultäten an der Universität Frankfurt trugen zur Verbindung zwischen den traditionellen Geisteswissenschaften und den Wirtschaftswissenschaften wesentlich bei.
Verwechslungen Ernst Fraenkels mit dem gleichnamigen berühmteren Politikwissenschaftler haben mitunter auch zu falschen Zuordnungen von Publikationen geführt.

## Schriften
- Ernst Fraenkel: Stadien der sozialen Entwicklung seit Beginn des Industriezeitalters. 2 Bde. Weinheim: Beltz. O. J.